# Constança (escuna)
Constança foi uma escuna operada pela Armada Imperial Brasileira. Seu nome era uma homenagem à esposa do rei Pedro I de Portugal, Constança Manuel. A escuna foi construída nos Estados Unidos e comprada pelo Brasil, em 1826, para compor sua frota que combatia na Guerra da Cisplatina (1825-1828). A embarcação estava armada em rodízio de 24 libras e duas caronadas de 12 libras. O primeiro comandante do Constança foi o então Segundo-Tenente Joaquim Marques Lisboa, futuro Almirante Tamandaré, que assumiu em 31 de julho. Em fevereiro de 1827, ainda sob comando de Tamandaré, tomou parte nas ações do Rio Negro de Patagones. No mês seguinte, sob comando de Joaquim José Inácio, futuro Visconde de Inhaúma, a escuna foi tomada pelos argentinos, que a renomearam para Juncal.